# Calbourne
Calbourne est un village et une paroisse civile anglaise de l’île de Wight.